# Basso continuo

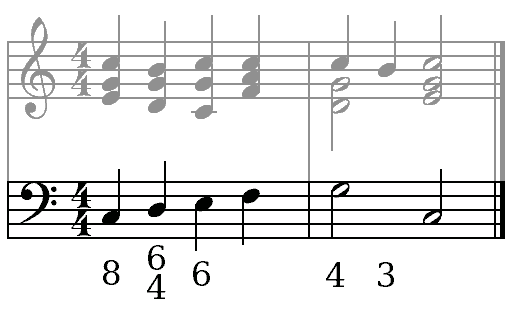
Voorbeeld van een notatie voor basso continuo; in grijs ziet men een mogelijke gedrukte of geïmproviseerde uitwerking.

Basso continuo, kortweg continuo, is een manier van het begeleiden die vooral in de barokmuziek veel gebruikt werd. De naam wordt soms ook gebruikt voor de instrumenten die de begeleiding spelen.
In oude geschiedenisboeken dicht men de Franciscaner monnik Lodovico Grossi da Viadana de "uitvinding" van de basso continuo-praktijk toe.
De basso continuo is het geïmproviseerde versierende en aanvullende spel inclusief basis van de harmonie en altijd uitgeschreven baslijn. De harmonieën zijn weergegeven door middel van een cijfersysteem onder de basnoten, de zogenoemde becijferde bas.
Veel instrumenten kunnen de basso continuo spelen; welke het doen is vaak een kwestie van smaak of beschikbaarheid. De basis is de uitgeschreven bas, vaak uitgevoerd door de cello of viola da gamba. Daarnaast is er sprake van een versierend en improviserend akkoordinstrument, zoals klavecimbel, orgel (in de kerk) of luit (bij kleine bezettingen).
De basso continuo is ontstaan als een verkorte notatie van de harmonie als hulpmiddel voor de leidende (dirigerende) orgelspeler. Deze kon nu in een oogopslag akkoorden ter ondersteuning geven en tegelijkertijd aandacht hebben voor andere deelnemers aan het musiceerproces. Deze uitvoeringspraktijk werd vooral tijdens de barok gebruikt, maar sinds de Klassieke Periode vanaf ongeveer 1775 steeds minder toegepast. Voorbeelden uit de 19e eeuw zijn nog zeldzamer; de componist Anton Bruckner gebruikte voor zijn marsen een basso continuo voor de orgelpartij, daarbij verwijzend naar de oudere stijl.
In moderne uitgaven van werken met een basso continuo-begeleiding is een mogelijke akkoorduitwerking en stemvoering van de vulstemmen op grond van de baslijn meestal helemaal uitgeschreven, zodat er geen beroep op het improvisatievermogen van de uitvoerende artiest hoeft te worden gedaan.

## Akkoordsymbolen
In de moderne populaire muziek komt weer een verkorte notatie voor, maar nu met symbolen zoals Am en C7. Dit sluit goed aan bij sommige instrumenten, zoals het accordeon, die met een enkele knop een heel akkoord spelen. Sommige musici kunnen alleen deze symbolen lezen en niet de uitgeschreven vorm. Deze symboolnotatie ziet men vooral terug in de jazzmuziek en leadsheets. Het verschil met basso continuo is, dat er met deze symboolnotatie geen complete baslijn met bijbehorende akkoorden wordt gegeven, maar slechts de harmonische functie - dus zonder de feitelijke basmelodiek die juist in de basso continuo-stijl zo kenmerkend is. Zulke akkoordsymbolen worden vaak slechts bij de hoofdmelodie geplaatst, en niet bij de baslijn. Daardoor krijgt men meer vrijheid in het invullen van de basnoten, de wijze waarop de akkoorden worden geplaatst en de voicings die worden gebruikt.